# Ztracené iluze (film)
Ztracené iluze, ve francouzském originále Illusions perdues, je francouzský dramatický film. Jeho scenáristou a režisérem je Xavier Giannoli a jedná se o adaptaci stejnojmenné Balzacovy knihy. Film byl uveden v oficiální soutěži na Filmovém festivalu v Benátkách 2021. Získal také řadu ocenění, včetně sedmi Césarů v roce 2022 a mezi nimi i cenu za nejlepší film.
Ve Francii měl film premiéru 20. října 2021, v českých kinech 7. dubna 2022.

## O filmu
Lucien de Rubempré je mladý idealistický básník, který se narodil na počátku devatenáctého století v chudobě v Angoulême. Vztah s vdanou ženou z místní šlechty je pro něj příležitostí odjet do Paříže a uspokojit své ambice. V tomto hektickém a krutém městě brzy zjistí, že pařížský literární, intelektuální a umělecký život je jen pozlátkem rozsáhlého a cynického ekonomického systému, kde se „všechno kupuje a prodává, literatura i tisk, politika i city, pověst i duše“. Díky svému literárnímu talentu se začíná prosazovat v pařížské vyšší společnosti. Tento systém se však obrátí proti němu.

## Obsazení
| Benjamin Voisin          | Lucien Chardon, zvaný Lucien de Rubempré |
| Cécile de France         | Louise de Bargeton                       |
| Vincent Lacoste          | Étienne Lousteau                         |
| Xavier Dolan             | Nathan d'Anastazio                       |
| Salomé Dewaels           | Coralie                                  |
| Jeanne Balibar           | markýza d'Espard                         |
| André Marcon             | baron du Châtelet                        |
| Louis-Do de Lencquesaing | Finot                                    |
| Gérard Depardieu         | Dauriat                                  |
| Jean-François Stévenin   | Singali                                  |
| Jean-Paul Muel           | pan de Bargeton                          |
| Jean-Marie Frin          | Camusot                                  |
| Isabelle de Hertogh      | Bérénice                                 |
| Armand Éloi              | kontrolor v opeře                        |
| Jean-Paul Bordes         | ředitel Réveil                           |
| Julien Sibre             | kontrolor v Bas Rouge                    |

## Ocenění a nominace

### Ocenění
- Prix Lumières 2022: Nejlepší scénář
- Cena posluchačů Masque et la Plume za nejlepší francouzský film roku 2021
- César 2022: 
  - César pro nejlepší film
  - César pro nejslibnějšího herce (Benjamin Voisin)
  - César pro nejlepšího herce ve vedlejší roli (Vincent Lacoste)
  - César pro nejlepší adaptaci
  - César pro nejlepší kameru
  - César pro nejlepší kostýmy
  - César pro nejlepší výpravu

### Nominace
- Magritte 2022: Nejslibnější herečka (Salomé Dewaels)
- Prix Lumières 2022: 
  - Nejlepší film
  - Nejlepší režie
  - Nejlepší herec (Benjamin Voisin)
  - Nejlepší kamera
- César 2022: 
  - César pro nejlepšího režiséra
  - César pro nejlepší herečku ve vedlejší roli (Jeanne Balibar)
  - César pro nejlepší herečku ve vedlejší roli (Cécile de France)
  - César pro nejlepšího herce ve vedlejší roli (Xavier Dolan)
  - César pro nejslibnější herečku (Salomé Dewaels)
  - César pro nejlepší střih
  - César pro nejlepší zvuk
  - César pro nejlepší vizuální efekty

S 15 nominacemi ve 13 různých kategoriích na 47. ročníku udílení Césarů, se film stal historicky nejúspěšnějším v počtu nominací na Césara.